# Graziano Pellè
Graziano Pellè (San Cesario di Lecce, 15 luglio 1985) è un ex calciatore italiano, di ruolo attaccante.

## Biografia
Nato a San Cesario di Lecce, è originario di Monteroni di Lecce, paese in cui è cresciuto. Anche il padre Roberto è stato un calciatore. Fino all'età di 12 anni ha praticato anche danza, vincendo il titolo italiano (nel ballo latino, liscio e standard) in coppia con la sorella Fabiana.
Nell'estate del 2022 si sposa ad Ostuni con la modella ungherese Vicky Varga, sua compagna da diversi anni. Il 3 dicembre 2024, la coppia si separa dopo due anni di matrimonio e dieci anni di fidanzamento.

## Caratteristiche tecniche
Centravanti dal fisico prestante, capace di reggere da solo il peso dell'attacco. Risultava maggiormente adattarsi alla finalizzazione che non al fraseggio; è stato paragonato a Luca Toni.

## Carriera

### Club

#### Gli esordi
Viene avviato al calcio dal padre Roberto, ex calciatore, che gli fa visionare le gesta di Marco van Basten in VHS. Dopo aver mosso i primi passi da calciatore nel Copertino, viene portato al Lecce dal dirigente Antonio Lillo. Con la formazione Primavera si aggiudica - nel 2003 e 2004 - due campionati di categoria consecutivi, con i giallorossi che sconfiggono in finale l'Inter in entrambi i casi. Nel frattempo esordisce anche in Serie A, giocando contro il Bologna l'11 gennaio 2004.
Nel gennaio 2005, non ancora ventenne, è ceduto in prestito al Catania; dopo un fugace ritorno in giallorosso, passa quindi al Crotone realizzando 6 gol in 17 partite. Per la stagione 2006-07 firma con il Cesena, mettendo a segno 10 reti in Serie B. A marzo 2007 riceve il premio Silvio Piola per il miglior attaccante italiano al di sotto dei 21 anni.

#### AZ Alkmaar

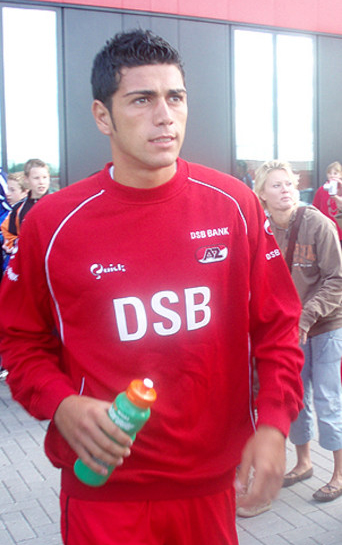
Pellè all'AZ Alkmaar, durante una pausa di allenamento, nella sua prima stagione nei Paesi Bassi

Nell'estate 2007, dopo una trattativa che inizialmente sembrava non concretizzarsi, si trasferisce all'AZ Alkmaar per la cifra di 6,5 milioni di euro Con la squadra olandese il giovane attaccante ha un inizio promettente, esordendo anche nelle coppe europee. Alla seconda presenza in Coppa UEFA, realizza un gol nella sconfitta con l'Everton (2-3). Durante la stagione seguente, pur trovando meno spazio, si aggiudica l'Eredivisie: è il primo italiano a vincere il titolo nazionale dei Paesi Bassi.
Nella stagione 2009-2010, complice anche la partenza di Van Gaal per Monaco di Baviera e l'arrivo di Koeman prima e Advocaat poi, colleziona solo 13 presenze e 2 gol in campionato ma al contrario esordisce in Champions League il 16 settembre al minuto 77 subentrando a Mounir El Hamdaoui. Il 4 novembre gioca, da titolare, tutta la partita contro l'Arsenal persa per 4-1. In totale saranno 5 le presenze collezionate nel girone di Champions. A fine stagione è vicino a un ritorno in patria ma alla fine resta in Olanda.
Il nuovo allenatore Gertjan Verbeek lo esclude dalla lista dei giocatori dell'Europa League: l'attaccante è praticamente fuori squadra. A partire dal mese di ottobre comincia a giocare di più, segnando 4 gol in 4 partite consecutive di campionato tra cui uno in rovesciata contro l'Ajax. Diventa così titolare inamovibile della squadra di Alkmaar. Nel gennaio 2011 viene ricoverato in ospedale per un virus intestinale. In seguito a 12 giorni di degenza, Pellè perde circa 5 chili di peso. Torna in campo il 13 febbraio 2011 in AZ Alkmaar-PSV 0-4. Il 6 marzo rimedia un'espulsione nella sconfitta per 4-0 contro l'Ajax, commettendo un fallo da rosso diretto ai danni di Darío Cvitanich. Dopo la squalifica di tre giornate torna in campo il 10 aprile in AZ Alkmaar-NAC Breda 1-1. Conclude la sua quarta stagione olandese con 20 presenze e 6 gol totali.
Termina la sua esperienza nei Paesi Bassi con 94 presenze totali e 16 gol segnati.

#### Parma e il prestito in Serie B alla Sampdoria
Il 2 luglio 2011 torna in Italia, approdando al Parma per un milione di euro. Nella sua partita di esordio, contro il Grosseto in Coppa Italia, realizza il suo primo gol con la maglia degli emiliani, su assist di Modesto. Per la prima marcatura in campionato (che è, fino al 19 marzo 2021, la sua unica rete realizzata in Serie A) bisogna però attendere il 18 dicembre quando proprio contro il Lecce segna il momentaneo 2-3 appoggiando la palla in rete di destro a porta vuota.
Il 31 gennaio 2012 passa in prestito alla Sampdoria, militante nel campionato di Serie B. Esordisce in maglia blucerchiata il 6 marzo in occasione del successo interno sull'Empoli per 1-0, subentrando al compagno Éder all'85º minuto. Trova le prime reti in blucerchiato il 24 marzo nella partita giocata a Cittadella, andando a segno con una doppietta che si rivela decisiva ai fini del risultato (1-2). Il 28 aprile in occasione di Sampdoria-Bari 2-0 tocca quota 200 presenze da professionista con i club.
Al termine della stagione, dopo 16 presenze e 4 gol totali con cui contribuisce alla promozione dei genovesi tramite i play-off, ritorna al Parma.

#### Feyenoord

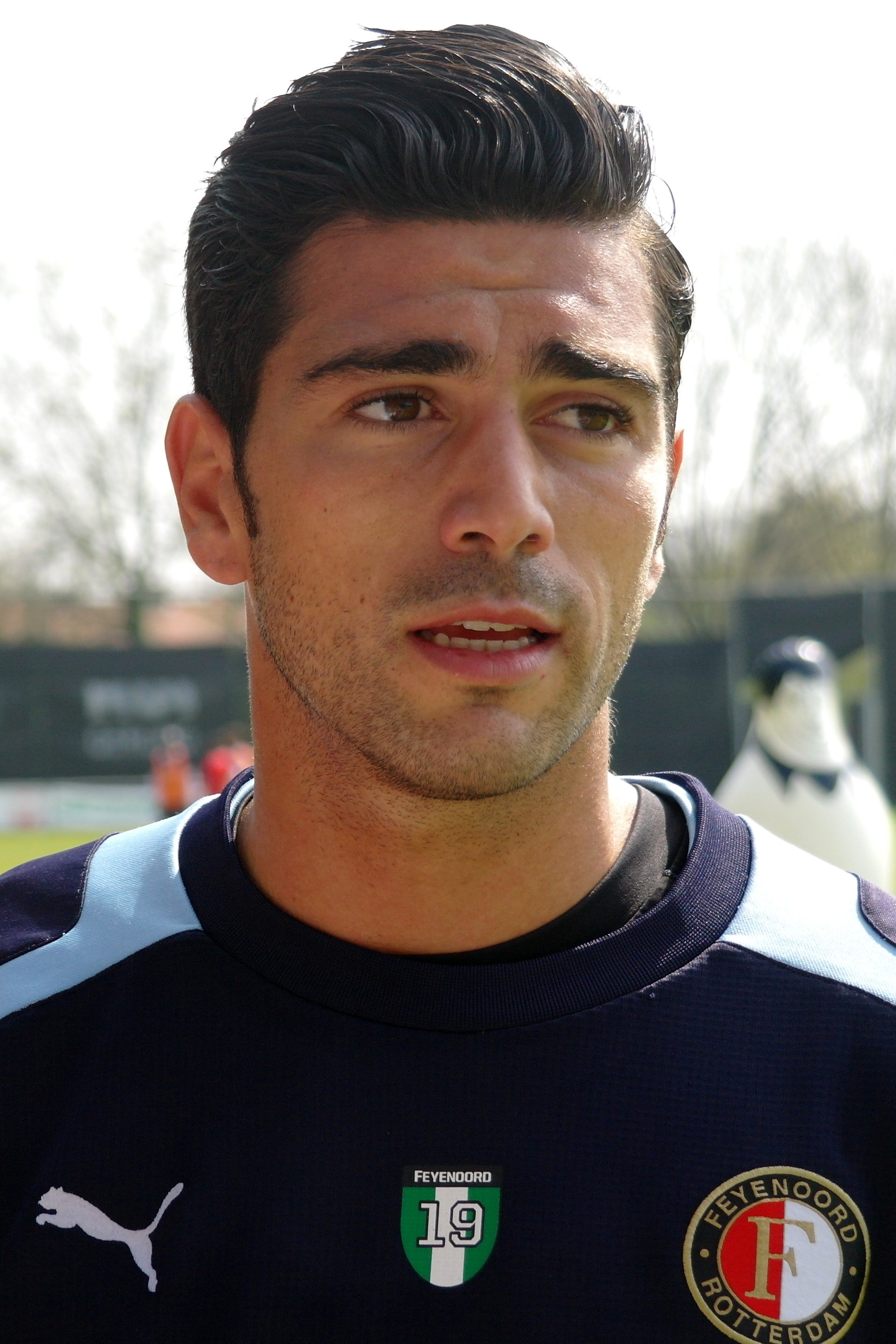
Pellè al Feyenoord nel 2013

A fine agosto 2012, dopo aver giocato un'altra partita di Serie A con il Parma, Pellè si trasferisce nuovamente nei Paesi Bassi: questa volta veste la maglia del Feyenoord, ingaggiato con la formula del prestito. In questa squadra trova l'apprezzamento dei tifosi.
Fa il suo esordio in campionato con la nuova maglia il 15 settembre giocando da titolare la sfida vinta per 2-0 contro il PEC Zwolle propiziando l'autogol dell'avversario Joost Broerse per il primo gol.
Segna i suoi primi gol il 29 settembre mettendo a segno una doppietta nel 5-1 contro il N.E.C.. Segna poi altre quattro doppiette nel girone d'andata, concluso con 14 gol segnati in 14 partite disputate. Il 19 dicembre segna un gol pure nel 2-2 di Coppa d'Olanda contro l'Heerenveen; ai tiri dal dischetto realizza un rigore ancora con il cucchiaio e alla fine, grazie alla vittoria finale per 5-7, i biancorossi accedono al turno successivo. Ai quarti di finale il Feyenoord perderà poi contro il PSV per 2-1 con gol di Pellè (il secondo in quattro apparizioni) uscendo così dalla competizione.
Il 5 gennaio viene riscattato dal Feyenoord per 3 milioni di euro.
Conclude la stagione con 29 presenze e 27 gol in campionato, tra cui sette doppiette, piazzandosi al secondo posto nella classifica dei marcatori del campionato olandese dietro a Wilfried Bony (31) del Vitesse. Complessivamente ha giocato 33 partite e segnato 29 gol risultando decisivo ai fini del risultato per la squadra di Rotterdam che si è piazzata terza in campionato a pari punti con il PSV ottenendo così l'accesso ai play-off di Europa League.
Il 25 agosto seguente segna la sua prima tripletta in carriera, nella vittoria casalinga per 3-1 contro il NAC Breda, regalando così al Feyenoord la prima vittoria in campionato. Il 29 agosto segna il suo primo gol con la maglia biancorossa in Europa League, nella partita contro il Kuban', il secondo assoluto in questa competizione.
In due stagioni con il Feyenoord disputa in totale 57 partite di campionato, segnando 50 gol.

#### Southampton

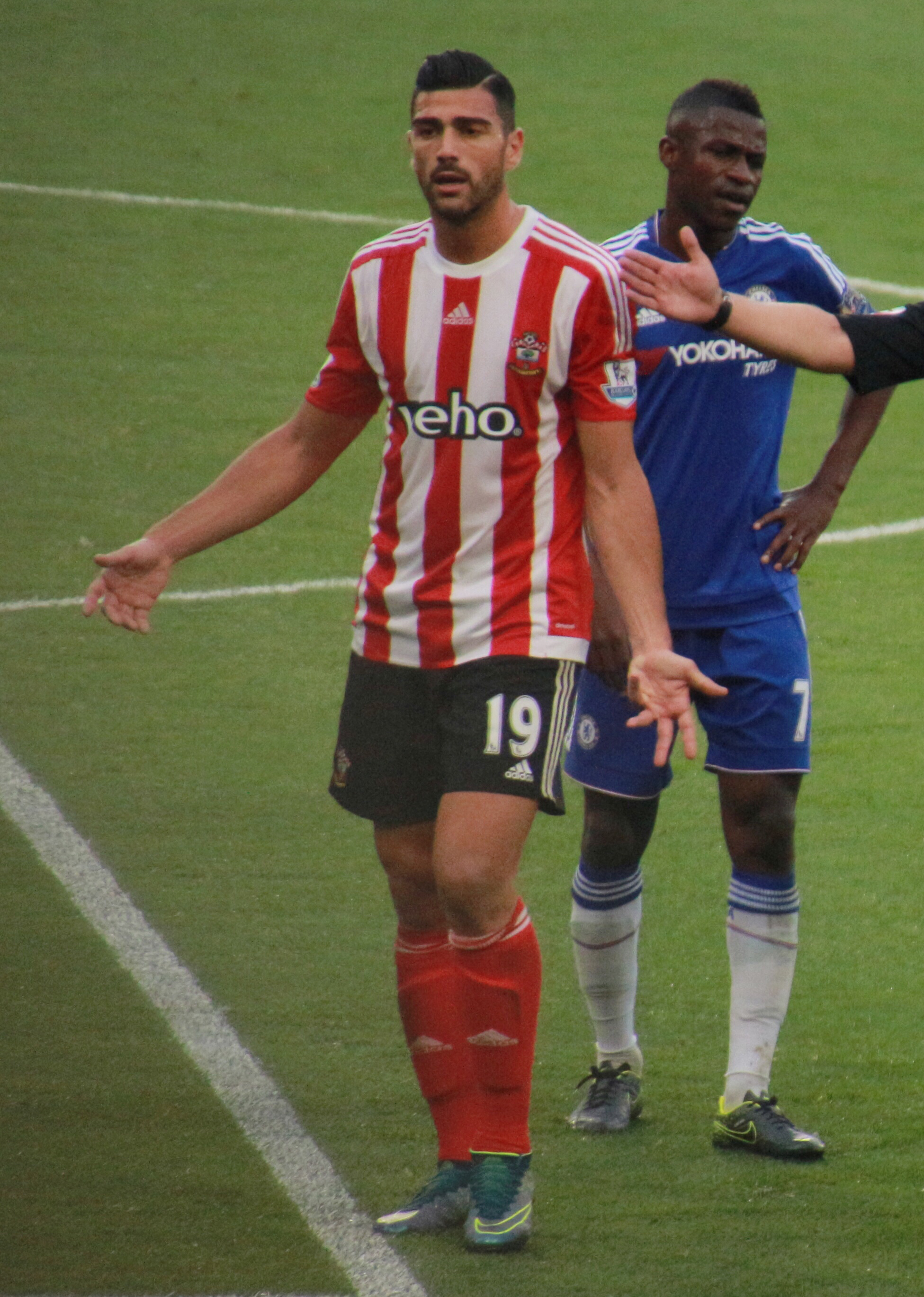
Pellè al Southampton nel 2015, durante la sfida di Premier League contro il

Fortemente voluto dal suo precedente allenatore al Feyenoord, Ronald Koeman, il 12 luglio 2014 viene annunciato il suo acquisto per circa 11 milioni di euro da parte del Southampton. Nella partita di League Cup del 26 agosto contro il Millwall (2-0), segna la sua prima rete con i Saints. Il 30 agosto seguente segna il suo primo gol in Premier League con la nuova maglia, siglando la terza rete della gara vinta per 3-1 sul campo del West Ham Utd. Il 17 ottobre viene nominato FA Premier League Player of the Month.
Termina la stagione con 16 gol segnati in 44 partite complessive. Le 12 reti realizzate in campionato lo rendono il settimo giocatore italiano ad andare in doppia cifra in una singola stagione di Premier League (oltre a lui c'erano riusciti, in ordine cronologico: Ravanelli, Vialli, Baiano, Zola, Di Canio e Balotelli).
Andrà in doppia cifra (11 reti in campionato, 14 in totale) anche nella stagione successiva, l'ultima con la maglia del Southampton, totalizzando complessivamente 30 gol in 80 incontri con la società inglese.

#### Shandong Luneng
L'11 luglio 2016 viene acquistato dallo Shandong Luneng, club militante nella massima serie cinese, in cambio di 12 milioni di sterline. Esordisce il 16 luglio contro il Liaoning, nella partita pareggiata per 1-1. Quattro giorni dopo, durante la partita contro lo Zhejiang Greentown, segna il suo primo gol, contribuendo alla vittoria dello Shandong per 4-1. Nelle stagioni successive, si conferma un punto di forza per la squadra cinese.
Il 19 dicembre 2020 segna un gol nella finale della Coppa di Cina, permettendo allo Shandong di battere per 2-0 lo Jiangsu Suning e di aggiudicarsi il trofeo. Questa è anche l'ultima partita giocata da Pellè con la maglia dello Shandong: il giocatore salentino termina così la sua esperienza cinese, con 132 presenze e 64 gol in quattro anni e mezzo.

#### Terza esperienza al Parma e ritiro
Il 5 febbraio 2021 viene ufficializzato il suo ritorno al Parma. Debutta nuovamente con i gialloblù il 4 marzo seguente, in occasione della sconfitta per 1-2 contro l'Inter. Il 19 marzo 2021, a oltre nove anni dalla prima rete segnata in Serie A, segna il suo secondo gol nella massima serie italiana, nella partita casalinga persa per 1-2 contro il Genoa, in cui apre le marcature con un gol in rovesciata. Tale prodezza resterà la sua unica marcatura in maglia gialloblù poiché, alla fine della stagione, col Parma retrocesso in B, termina anche la propria esperienza parmense, rimanendo svincolato e ritirandosi dal calcio giocato.

### Nazionale

#### Nazionali giovanili
Pellè viene convocato in nazionale under 20 per il mondiale di categoria del 2005 che si svolge nei Paesi Bassi, prendendo parte a tutte le partite giocate dalla squadra. Segna 2 reti al Canada nel terzo incontro della fase a gironi, il gol del raddoppio azzurro nell'ottavo di finale vinto per 3-1 contro gli Stati Uniti e la rete del 2-2 nel quarto di finale contro il Marocco, marcatura che porta in extremis la squadra a giocarsi le semifinali ai tiri di rigore, poi persi per 4-2. Termina il torneo al quarto posto della classifica marcatori, a pari merito con David Silva.
Nell'ottobre dello stesso anno esordisce in nazionale under 21, contro la Moldavia. Dopo aver collezionato 8 presenze e nessuna rete, prende parte all'europeo di categoria del 2007 nei Paesi Bassi, dove non riesce a segnare, ma trasforma un rigore con il cucchiaio nella partita di spareggio per l'accesso al torneo olimpico di Pechino 2008, vinta ai rigori contro il Portogallo. Con la nazionale olimpica vince – senza segnare – il Torneo di Tolone 2008, in preparazione del torneo di Pechino, per la quale non viene convocato.

#### Nazionale maggiore

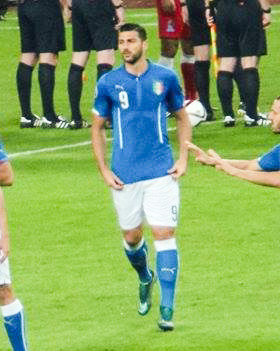
Pellè in nazionale nel 2015, nella partita di qualificazione al contro l'

Esordisce in nazionale maggiore il 13 ottobre 2014, a 29 anni, giocando come titolare nella gara in trasferta contro Malta, nella quale realizza il gol decisivo della vittoria di misura per 1-0. Nel corso del 2015 diventa titolare nella nazionale guidata dal commissario tecnico Antonio Conte e con 3 gol segnati in 7 presenze è il miglior marcatore italiano nelle qualificazioni al campionato d'Europa 2016, che l'Italia conclude al primo posto del proprio girone.
Nell'estate 2016 viene convocato per la fase finale dell'europeo in Francia, dove segna due reti: contro il Belgio nella fase a gironi e contro la Spagna agli ottavi di finale. Il cammino dell'Italia si conclude ai quarti di finale a causa della sconfitta contro la Germania ai tiri di rigore; Pellè, quarto rigorista azzurro, calcia malamente fuori dopo aver provocato il portiere tedesco Manuel Neuer mimando il gesto del cucchiaio.
Resta nel giro della nazionale anche all'inizio della gestione del nuovo selezionatore Gian Piero Ventura, realizzando 2 reti nelle prime due partite giocate contro Francia e Israele. Il 6 ottobre 2016, durante la partita contro la Spagna valida per le qualificazioni al campionato del mondo 2018, il giocatore viene sostituito da Ventura non ricambiando, all'uscita dal campo, la stretta di mano dell'allenatore: il giorno successivo viene escluso dalla nazionale.
In azzurro conta 9 gol in 20 presenze.

## Statistiche
Tra club, nazionale maggiore e nazionali giovanili, Pellè ha giocato globalmente 545 partite, segnando 204 reti, alla media di 0,37 gol a partita.
Statistiche aggiornate al 23 maggio 2021.

### Presenze e reti nei club
| Stagione           | Squadra            | Campionato         | Campionato | Campionato | Coppe nazionali | Coppe nazionali | Coppe nazionali | Coppe continentali | Coppe continentali | Coppe continentali | Altre coppe | Altre coppe | Altre coppe | Totale | Totale |
| Stagione           | Squadra            | Comp               | Pres       | Reti       | Comp            | Pres            | Reti            | Comp               | Pres               | Reti               | Comp        | Pres        | Reti        | Pres   | Reti   |
| ------------------ | ------------------ | ------------------ | ---------- | ---------- | --------------- | --------------- | --------------- | ------------------ | ------------------ | ------------------ | ----------- | ----------- | ----------- | ------ | ------ |
| 2003-2004          | Lecce              | A                  | 2          | 0          | CI              | 0               | 0               | -                  | -                  | -                  | -           | -           | -           | 2      | 0      |
| 2004-gen. 2005     | Lecce              | A                  | 0          | 0          | CI              | 0               | 0               | -                  | -                  | -                  | -           | -           | -           | 0      | 0      |
| gen.-giu. 2005     | Catania            | B                  | 15         | 0          | CI              | 0               | 0               | -                  | -                  | -                  | -           | -           | -           | 15     | 0      |
| 2005-gen. 2006     | Lecce              | A                  | 10         | 0          | CI              | 1               | 0               | -                  | -                  | -                  | -           | -           | -           | 11     | 0      |
| Totale Lecce       | Totale Lecce       | Totale Lecce       | 12         | 0          |                 | 1               | 0               |                    | -                  | -                  |             | -           | -           | 13     | 0      |
| gen.-giu. 2006     | Crotone            | B                  | 17         | 6          | CI              | 0               | 0               | -                  | -                  | -                  | -           | -           | -           | 17     | 6      |
| 2006-2007          | Cesena             | B                  | 38         | 10         | CI              | 2               | 1               | -                  | -                  | -                  | -           | -           | -           | 40     | 11     |
| 2007-2008          | AZ Alkmaar         | ED                 | 27         | 3          | CO              | 1               | 0               | CU                 | 4                  | 1                  | -           | -           | -           | 32     | 4      |
| 2008-2009          | AZ Alkmaar         | ED                 | 20         | 3          | CO              | 3               | 1               | -                  | -                  | -                  | -           | -           | -           | 23     | 4      |
| 2009-2010          | AZ Alkmaar         | ED                 | 12         | 2          | CO              | 3               | 0               | UCL                | 5                  | 0                  | SO          | 0           | 0           | 20     | 2      |
| 2010-2011          | AZ Alkmaar         | ED                 | 18         | 6          | CO              | 2               | 0               | UEL                | 0                  | 0                  | -           | -           | -           | 20     | 6      |
| Totale AZ Alkmaar  | Totale AZ Alkmaar  | Totale AZ Alkmaar  | 77         | 14         |                 | 9               | 1               |                    | 9                  | 1                  |             | 0           | 0           | 95     | 16     |
| 2011-gen. 2012     | Parma              | A                  | 11         | 1          | CI              | 2               | 1               | -                  | -                  | -                  | -           | -           | -           | 13     | 2      |
| gen.-giu. 2012     | Sampdoria          | B                  | 12+4       | 4+0        | CI              | 0               | 0               | -                  | -                  | -                  | -           | -           | -           | 16     | 4      |
| ago. 2012          | Parma              | A                  | 1          | 0          | CI              | 0               | 0               | -                  | -                  | -                  | -           | -           | -           | 1      | 0      |
| 2012-2013          | Feyenoord          | ED                 | 29         | 27         | CO              | 4               | 2               | UEL                | 0                  | 0                  | -           | -           | -           | 33     | 29     |
| 2013-2014          | Feyenoord          | ED                 | 28         | 23         | CO              | 3               | 2               | UEL                | 2                  | 1                  | -           | -           | -           | 33     | 26     |
| Totale Feyenoord   | Totale Feyenoord   | Totale Feyenoord   | 57         | 50         |                 | 7               | 4               |                    | 2                  | 1                  |             | -           | -           | 66     | 55     |
| 2014-2015          | Southampton        | PL                 | 38         | 12         | FACup+CdL       | 3+3             | 1+3             | -                  | -                  | -                  | -           | -           | -           | 44     | 16     |
| 2015-2016          | Southampton        | PL                 | 30         | 11         | FACup+CdL       | 0+2             | 0+1             | UEL                | 4                  | 2                  | -           | -           | -           | 36     | 14     |
| Totale Southampton | Totale Southampton | Totale Southampton | 68         | 23         |                 | 8               | 5               |                    | 4                  | 2                  |             | -           | -           | 80     | 30     |
| 2016               | Shandong           | SLC                | 13         | 5          | CC              | 0               | 0               | ACL                | 2                  | 0                  | -           | -           | -           | 15     | 5      |
| 2017               | Shandong           | SLC                | 24         | 7          | CC              | 2               | 0               | -                  | -                  | -                  | -           | -           | -           | 26     | 7      |
| 2018               | Shandong           | SLC                | 26         | 16         | CC              | 5               | 0               | -                  | -                  | -                  | -           | -           | -           | 31     | 16     |
| 2019               | Shandong           | SLC                | 25         | 17         | CC              | 5               | 3               | ACL                | 8                  | 7                  | -           | -           | -           | 38     | 27     |
| 2020               | Shandong           | SLC                | 13+5       | 6+2        | CC              | 4               | 1               | -                  | -                  | -                  | -           | -           | -           | 22     | 9      |
| Totale Shandong    | Totale Shandong    | Totale Shandong    | 106        | 53         |                 | 16              | 4               |                    | 10                 | 7                  |             | -           | -           | 132    | 64     |
| feb.-giu. 2021     | Parma              | A                  | 13         | 1          | CI              | -               | -               | -                  | -                  | -                  | -           | -           | -           | 13     | 1      |
| Totale Parma       | Totale Parma       | Totale Parma       | 25         | 2          |                 | 2               | 1               |                    | -                  | -                  |             | -           | -           | 27     | 3      |
| Totale carriera    | Totale carriera    | Totale carriera    | 430        | 161        |                 | 45              | 16              |                    | 25                 | 11                 |             | 0           | 0           | 500    | 188    |

### Cronologia presenze e reti in nazionale
| Cronologia completa delle presenze e delle reti in nazionale ― Italia | Cronologia completa delle presenze e delle reti in nazionale ― Italia | Cronologia completa delle presenze e delle reti in nazionale ― Italia | Cronologia completa delle presenze e delle reti in nazionale ― Italia | Cronologia completa delle presenze e delle reti in nazionale ― Italia | Cronologia completa delle presenze e delle reti in nazionale ― Italia | Cronologia completa delle presenze e delle reti in nazionale ― Italia | Cronologia completa delle presenze e delle reti in nazionale ― Italia |
| Data                                                                  | Città                                                                 | In casa                                                               | Risultato                                                             | Ospiti                                                                | Competizione                                                          | Reti                                                                  | Note                                                                  |
| --------------------------------------------------------------------- | --------------------------------------------------------------------- | --------------------------------------------------------------------- | --------------------------------------------------------------------- | --------------------------------------------------------------------- | --------------------------------------------------------------------- | --------------------------------------------------------------------- | --------------------------------------------------------------------- |
| 13-10-2014                                                            | Ta' Qali                                                              | Malta                                                                 | 0 – 1                                                                 | Italia                                                                | Qual. Euro 2016                                                       | 1                                                                     | 76’                                                                   |
| 16-11-2014                                                            | Milano                                                                | Italia                                                                | 1 – 1                                                                 | Croazia                                                               | Qual. Euro 2016                                                       | -                                                                     | 63’                                                                   |
| 31-3-2015                                                             | Torino                                                                | Italia                                                                | 1 – 1                                                                 | Inghilterra                                                           | Amichevole                                                            | 1                                                                     | 61’                                                                   |
| 12-6-2015                                                             | Spalato                                                               | Croazia                                                               | 1 – 1                                                                 | Italia                                                                | Qual. Euro 2016                                                       | -                                                                     |                                                                       |
| 3-9-2015                                                              | Firenze                                                               | Italia                                                                | 1 – 0                                                                 | Malta                                                                 | Qual. Euro 2016                                                       | 1                                                                     |                                                                       |
| 6-9-2015                                                              | Palermo                                                               | Italia                                                                | 1 – 0                                                                 | Bulgaria                                                              | Qual. Euro 2016                                                       | -                                                                     | 71’                                                                   |
| 10-10-2015                                                            | Baku                                                                  | Azerbaigian                                                           | 1 – 3                                                                 | Italia                                                                | Qual. Euro 2016                                                       | -                                                                     |                                                                       |
| 13-10-2015                                                            | Roma                                                                  | Italia                                                                | 2 – 1                                                                 | Norvegia                                                              | Qual. Euro 2016                                                       | 1                                                                     |                                                                       |
| 13-11-2015                                                            | Bruxelles                                                             | Belgio                                                                | 3 – 1                                                                 | Italia                                                                | Amichevole                                                            | -                                                                     | 80’                                                                   |
| 17-11-2015                                                            | Bologna                                                               | Italia                                                                | 2 – 2                                                                 | Romania                                                               | Amichevole                                                            | -                                                                     | 60’                                                                   |
| 24-3-2016                                                             | Udine                                                                 | Italia                                                                | 1 – 1                                                                 | Spagna                                                                | Amichevole                                                            | -                                                                     | 60’                                                                   |
| 29-5-2016                                                             | Ta' Qali                                                              | Italia                                                                | 1 – 0                                                                 | Scozia                                                                | Amichevole                                                            | 1                                                                     | 67’                                                                   |
| 6-6-2016                                                              | Verona                                                                | Italia                                                                | 2 – 0                                                                 | Finlandia                                                             | Amichevole                                                            | -                                                                     | 81’                                                                   |
| 13-6-2016                                                             | Lione                                                                 | Belgio                                                                | 0 – 2                                                                 | Italia                                                                | Euro 2016 - 1º turno                                                  | 1                                                                     |                                                                       |
| 17-6-2016                                                             | Tolosa                                                                | Italia                                                                | 1 – 0                                                                 | Svezia                                                                | Euro 2016 - 1º turno                                                  | -                                                                     |                                                                       |
| 27-6-2016                                                             | Saint-Denis                                                           | Italia                                                                | 2 – 0                                                                 | Spagna                                                                | Euro 2016 - Ottavi di finale                                          | 1                                                                     | 54’                                                                   |
| 2-7-2016                                                              | Bordeaux                                                              | Germania                                                              | 1 – 1 dts (6 – 5 dtr)                                                 | Italia                                                                | Euro 2016 - Quarti di finale                                          | -                                                                     | 90+1’                                                                 |
| 1-9-2016                                                              | Bari                                                                  | Italia                                                                | 1 – 3                                                                 | Francia                                                               | Amichevole                                                            | 1                                                                     |                                                                       |
| 5-9-2016                                                              | Haifa                                                                 | Israele                                                               | 1 – 3                                                                 | Italia                                                                | Qual. Mondiali 2018                                                   | 1                                                                     |                                                                       |
| 6-10-2016                                                             | Torino                                                                | Italia                                                                | 1 – 1                                                                 | Spagna                                                                | Qual. Mondiali 2018                                                   | -                                                                     | 60’                                                                   |
| Totale                                                                |                                                                       | Presenze                                                              | 20                                                                    |                                                                       | Reti                                                                  | 9                                                                     |                                                                       |

| Cronologia completa delle presenze e delle reti in nazionale ― Italia olimpica | Cronologia completa delle presenze e delle reti in nazionale ― Italia olimpica | Cronologia completa delle presenze e delle reti in nazionale ― Italia olimpica | Cronologia completa delle presenze e delle reti in nazionale ― Italia olimpica | Cronologia completa delle presenze e delle reti in nazionale ― Italia olimpica | Cronologia completa delle presenze e delle reti in nazionale ― Italia olimpica | Cronologia completa delle presenze e delle reti in nazionale ― Italia olimpica | Cronologia completa delle presenze e delle reti in nazionale ― Italia olimpica |
| Data                                                                           | Città                                                                          | In casa                                                                        | Risultato                                                                      | Ospiti                                                                         | Competizione                                                                   | Reti                                                                           | Note                                                                           |
| ------------------------------------------------------------------------------ | ------------------------------------------------------------------------------ | ------------------------------------------------------------------------------ | ------------------------------------------------------------------------------ | ------------------------------------------------------------------------------ | ------------------------------------------------------------------------------ | ------------------------------------------------------------------------------ | ------------------------------------------------------------------------------ |
| 21-5-2008                                                                      | Tolone                                                                         | Costa d'Avorio olimpica                                                        | 0 – 2                                                                          | Italia olimpica                                                                | Torneo di Tolone 2008 - 1º turno                                               | -                                                                              |                                                                                |
| 23-5-2008                                                                      | La Seyne-sur-Mer                                                               | Italia olimpica                                                                | 2 – 1                                                                          | Turchia under 23                                                               | Torneo di Tolone 2008 - 1º turno                                               | -                                                                              |                                                                                |
| 25-5-2008                                                                      | Tolone                                                                         | Italia olimpica                                                                | 2 – 0                                                                          | Stati Uniti olimpica                                                           | Torneo di Tolone 2008 - 1º turno                                               | -                                                                              | 59’                                                                            |
| 27-5-2008                                                                      | Tolone                                                                         | Italia olimpica                                                                | 0 – 0 dts (5 - 4 dcr)                                                          | Giappone olimpica                                                              | Torneo di Tolone 2008 - Semifinale                                             | -                                                                              | 46’                                                                            |
| 29-5-2008                                                                      | Tolone                                                                         | Cile under 23                                                                  | 0 – 1                                                                          | Italia olimpica                                                                | Torneo di Tolone 2008 - Finale                                                 | -                                                                              |                                                                                |
| Totale                                                                         |                                                                                | Presenze                                                                       | 5                                                                              |                                                                                | Reti                                                                           | 0                                                                              |                                                                                |

## Palmarès

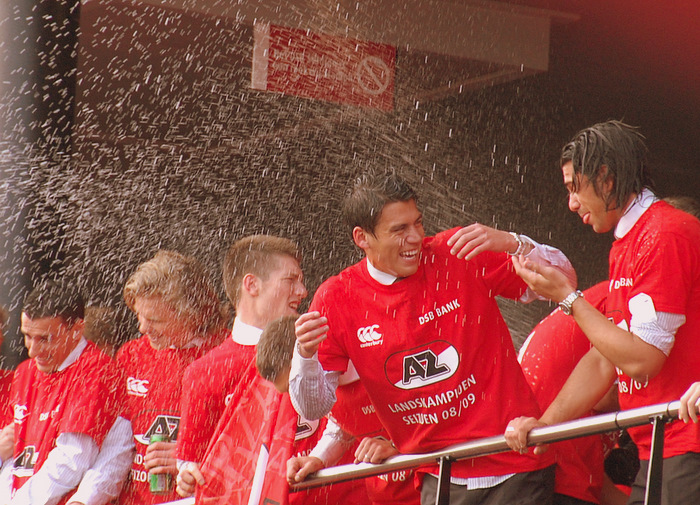
Pellè festeggia, assieme ai compagni di squadra, la vittoria dell'AZ nella Eredivisie 2008-2009

### Club

#### Competizioni giovanili
- Campionato Primavera: 2

Lecce: 2002-2003, 2003-2004
- Coppa Italia Primavera: 1

Lecce: 2001-2002
- Supercoppa Primavera: 1

Lecce: 2004

#### Competizioni nazionali
- Campionato olandese: 1

AZ Alkmaar: 2008-2009
- Supercoppa dei Paesi Bassi: 1

AZ Alkmaar: 2009
- Coppa di Cina: 1

Shandong Luneng: 2020

### Nazionale
- Torneo di Tolone: 1

2008